# جفت‌گیری دروغین

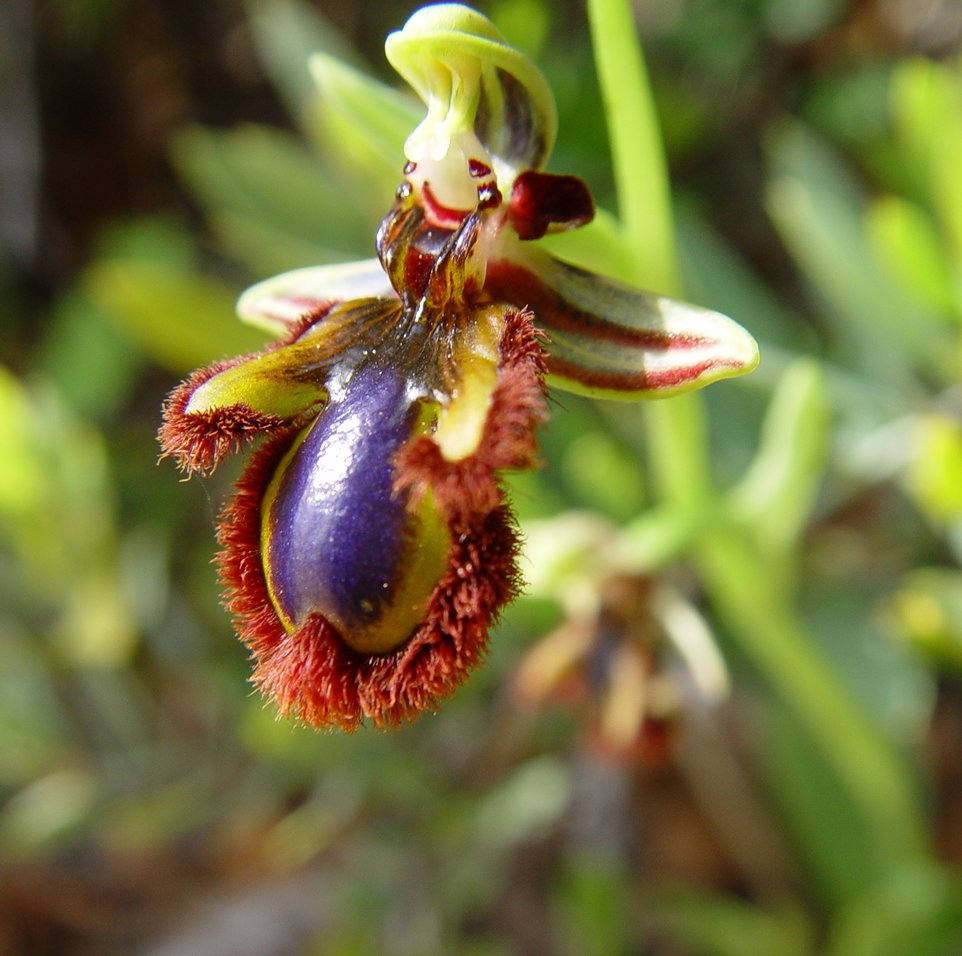
ارکیده زنبوری آینه‌ای (عکس‌های بیشتر)

جفت‌گیری دروغین (به انگلیسی: Pseudocopulation) رفتارهایی شبیه به جفت‌گیری را توصیف می‌کند که کارکرد تولیدمثلی را برای یک یا هر دو شرکت‌کننده انجام می‌دهد، اما شامل پیوند جنسی واقعی بین افراد نمی‌شود. به‌طور کلی دربارهٔ گرده‌افشان که تلاش می‌کند تا با یک گل همراه شود استفاده می‌شود. برخی از گل‌ها از نظر دیداری جفت ماده بالقوه را تقلید می‌کند، اما اغلب محرک‌های کلیدی شیمیایی و لمسی هستند. این شکل از تقلید در گیاهان را تقلید پویاننی می‌نامند.
ارکیده‌ها معمولاً به این روش تولیدمثل می‌کنند و مواد شیمیایی از غده‌های (اسموفورها) در کاسبرگ‌ها، گلبرگ‌ها یا لبچه ترشح می‌کنند که از فرمون‌های طبیعی حشره قابل تشخیص نیستند. سپس گرده‌افشان یک گرده‌انبوه به بدن خود متصل می‌کند که هنگامی که اقدام به جفت‌گیری دیگر می‌کند آن را به کلاله گل دیگری منتقل می‌کند. گرده‌افشان‌ها اغلب زنبورهای عسل و زنبورهای بی‌عسل از راستهٔ پرده‌بالان و مگس‌ها هستند.

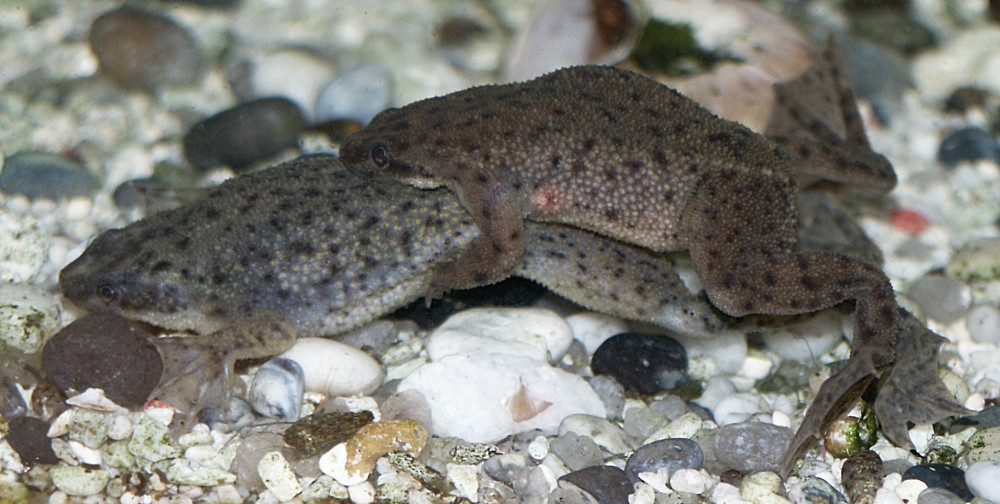
قورباغه‌های کوتوله آفریقایی (Hymenochirus boettgeri) در آغوش‌گیری (عکس‌های بیشتر)

«جفت‌گیری دروغین» همچنین به معنای رفتار پرندگانی است که به نظر می‌رسد جفت‌گیری می‌کنند اما ممکن است صرفاً شامل سوار شدن باشد و ممکن است شامل جفت‌هایی از یک جنس باشد.